# Yamaha RD 250
Die Yamaha RD 250 ist ein luftgekühltes Zweizylinder-Zweitaktmotorrad des japanischen Herstellers Yamaha, das von 1973 bis 1979 angeboten wurde. Die weitgehend baugleiche RD 350 wurde parallel bis zur Ablösung durch die RD 400 im Jahr 1976 verkauft.

## Geschichte
Die RD 250 wurde von 1973 bis 1974 produziert, 1975 die RD 250 B, 1976 folgte die RD 250 C, die bis 1979 hergestellt wurde. In ihrer Zeit war die RD 250 in ihrer Hubraumklasse eines der leistungsfähigsten Motorräder, das es zu kaufen gab.

## Merkmale
- Vorderradtelegabel mit 34 mm Standrohren
- zwei Federbeine hinten
- Drahtspeichenräder
- 28 mm Vergaser
- Membraneinlassventile
- 5 Überströmkanäle
- 30 PS (1973–74), 32 PS (1975), 27 PS (1976–79)
- Getrenntschmierung über drehzahl- und lastabhängige Ölpumpe

## Technik

### Motor

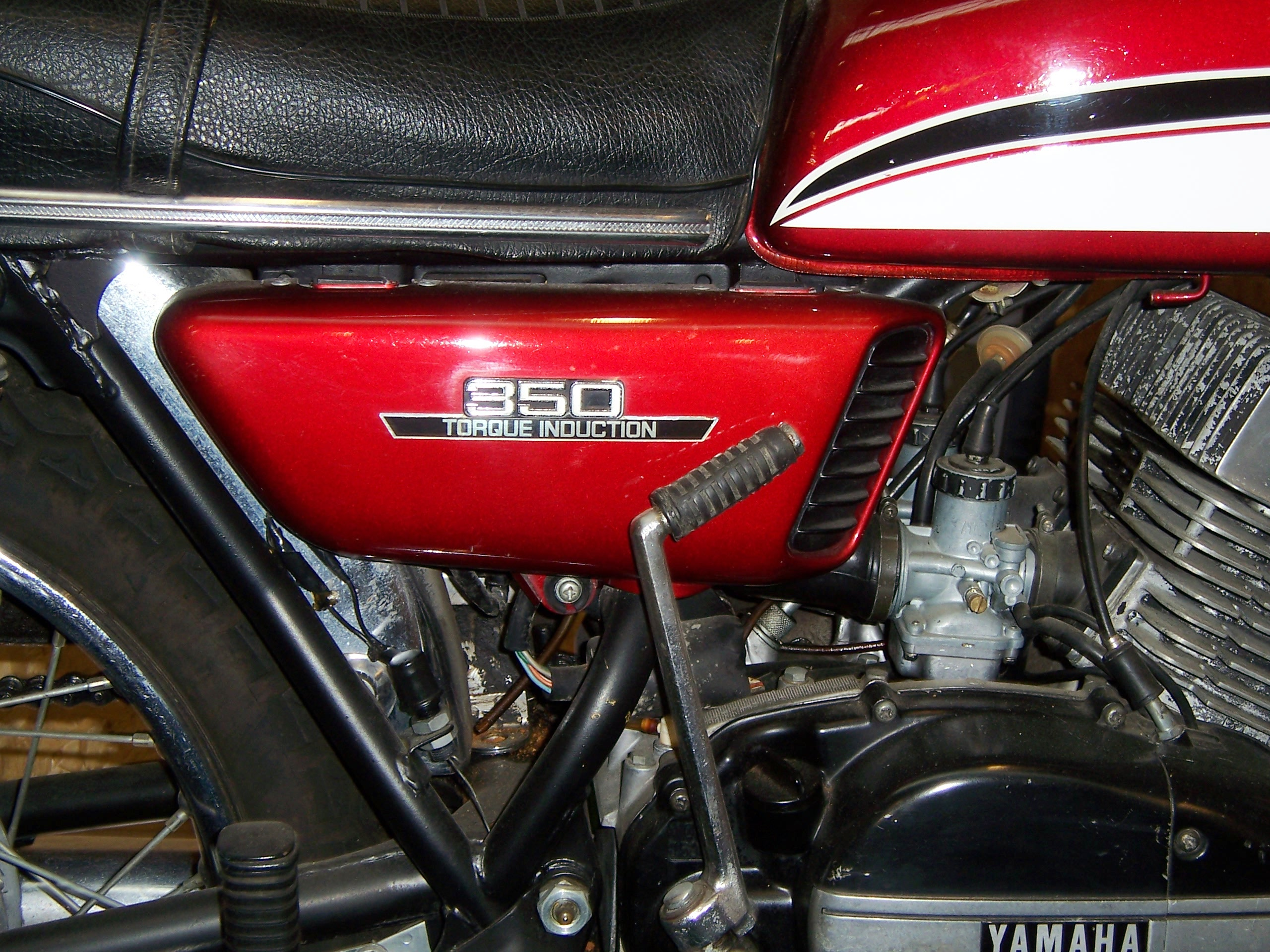
RD 350

Der horizontal geteilte Motor basierte auf dem Vorgängermodell DS7. Der Einlass nach den zwei 28-Millimeter-Vergasern für jedes Kurbelgehäuse wurde nun durch Membranventile gesteuert. Der hochgezogene Einlasskanal dient als zusätzlicher Überströmkanal – Yamaha bezeichnet dieses Prinzip als Torque Induction.
Ein Elektrostarter war nicht vorgesehen, die RD 250 wurde klassisch mit einem Kickstarter angetreten.
Das Getriebe hatte 6 Gänge; allerdings war für einige Märkte der sechste Gang so blockiert, dass nur die Gänge 1 bis 5 eingelegt werden konnten. Mit der gleichzeitig verlängerten Endübersetzung konnten so Grenzwerte für Geräuschemissionen eingehalten werden.